# Підводні човни типу «Аріан»
| Підводні човни типу «Аріан»                                                 | Підводні човни типу «Аріан»                          | Підводні човни типу «Аріан»                          |
| --------------------------------------------------------------------------- | ---------------------------------------------------- | ---------------------------------------------------- |
| Classe Ondine                                                               |                                                      |                                                      |
|                                                                             |                                                      |                                                      |
| Французький підводний човен «Аріан» цього типу. 1930                        |                                                      |                                                      |
| Верф                                                                        | Chantiers et Ateliers Augustin Normand, Гавр         | Chantiers et Ateliers Augustin Normand, Гавр         |
| Під прапором                                                                | Франція · Режим Віші                                 | Франція · Режим Віші                                 |
| Належність                                                                  | Військово-морські сили Франції · Режим Віші          | Військово-морські сили Франції · Режим Віші          |
| Замовлення                                                                  | 4                                                    | 4                                                    |
| Закладений                                                                  | 4                                                    | 4                                                    |
| Спуск на воду                                                               | 4                                                    | 4                                                    |
| Введений до складу флоту                                                    | 4                                                    | 4                                                    |
| Виведений зі складу флоту                                                   | 4                                                    | 4                                                    |
| На службі                                                                   | 1928 —1942                                           | 1928 —1942                                           |
| Загибель                                                                    | 4                                                    | 4                                                    |
| Бойовий досвід                                                              | Друга світова війна                                  | Друга світова війна                                  |
| Проєкт                                                                      |                                                      |                                                      |
| Тип ПЧ                                                                      | прибережні дизель-електричні підводні човни          | прибережні дизель-електричні підводні човни          |
| Попередній проєкт                                                           | типу «Сірен»                                         | типу «Сірен»                                         |
| Наступний проєкт                                                            | типу «Сірсе»                                         | типу «Сірсе»                                         |
| Основні характеристики                                                      |                                                      |                                                      |
| Робоча глибина занурення                                                    | 80 м                                                 | 80 м                                                 |
| Екіпаж                                                                      | 41 офіцер та матрос                                  | 41 офіцер та матрос                                  |
| Розміри                                                                     |                                                      |                                                      |
| Довжина найбільша (по КВЛ)                                                  | 64 м                                                 | 64 м                                                 |
| Ширина корпусу найб.                                                        | 6,19 м                                               | 6,19 м                                               |
| Середня осадка (по КВЛ)                                                     | 4,1 м                                                | 4,1 м                                                |
| Водотоннажність надводна                                                    | 626 тонн                                             | 626 тонн                                             |
| Водотоннажність підводна                                                    | 787 тонн                                             | 787 тонн                                             |
| Силова установка                                                            |                                                      |                                                      |
| Дизель-електрична: 2 × дизельних двигуни Normand-Vickers 2 × електродвигуни |                                                      |                                                      |
| Гвинти                                                                      | 2                                                    | 2                                                    |
| Потужність                                                                  | 2 × 600 к.с. (дизелі) 2 × 500 к. с. (електродвигуни) | 2 × 600 к.с. (дизелі) 2 × 500 к. с. (електродвигуни) |
| Озброєння                                                                   |                                                      |                                                      |
| Артилерія                                                                   | 1 × 75-мм гармата modèle 1897                        | 1 × 75-мм гармата modèle 1897                        |
| Торпедно- мінне озброєння                                                   | 7 × 533-мм торпедних апаратів 8 торпед               | 7 × 533-мм торпедних апаратів 8 торпед               |
| ППО                                                                         | 2 (1 × 2) × 13,2-мм зенітні кулемети M1929           | 2 (1 × 2) × 13,2-мм зенітні кулемети M1929           |

Підводні човни типу «Аріан» або підводні човни типу «Ундін» (фр. Classe Ondine) — тип французьких прибережних підводних човнів 600 серії, побудованих французькою суднобудівельною компанією Chantiers et Ateliers Augustin Normand у Гаврі з 1923 по 1929 рік. Загалом побудовано 4 підводних човни цього типу.

## Список підводних човнів «Аріан»
Чотири підводні човни типу «Аріан» будувала компанія Chantiers et Ateliers Augustin Normand у Гаврі між 1923 і 1929 роками.
| Човен      | Закладка       | Спущений        | Введений до строю | Виведений | Прим. |
| ---------- | -------------- | --------------- | ----------------- | --------- | --- |
| «Ундін»    | 18 квітня 1924 | 31 травня 1927  | 17 серпня 1928    | 1928      | 3 жовтня 1928 році затонув поблизу Віго унаслідок зіткнення з грецьким вантажним судном під час випробувань |
| «Аріан»    | 6 серпня 1923  | 6 серпня 1925   | 1 вересня 1929    | 1942      | 9 листопада 1942 року затоплений екіпажем в Орані                                                           |
| «Еврідіка» | 18 квітня 1924 | 31 травня 1927  | 1 вересня 1929    | 1942      | 27 листопада 1942 року затоплений екіпажем у Тулоні                                                         |
| «Данае»    | 18 квітня 1924 | 11 вересня 1927 | листопад 1929     | 1942      | 9 листопада 1942 року затоплений екіпажем в Орані                                                           |